# Meftah
Meftah (en bereber: ⵎⴻⴼⵜⴰⵃ; en árabe: مفتاح‎) es un municipio (baladiyah) de la provincia o valiato de Blida en Argelia. En abril de 2008 tenía una población censada de 64 978 habitantes.
Se encuentra ubicado al norte del país, junto a la costa del mar Mediterráneo, a unos 45 km al suroeste de Argel.

## Personas
- Yahia Boushaki, Político argelino ;